# Pholcus bimbache
Pholcus bimbache là một loài nhện trong họ Pholcidae. Loài này có ở quần đảo Canaria.